# Fa'asaleleaga
Fa'asaleleaga è un distretto delle Samoa. Comprendente parte dell'isola Savai'i, ha una popolazione (Censimento 2016) di 13.566. Il capoluogo è Safotulafai.